# یاسمین نجاتی
یاسمین نجاتی (انگلیسی: Jasmin Nejati؛ زادهٔ ۴ مارس ۱۹۹۴) بازیکن فوتبال اهل سوئد است.
از باشگاه‌هایی که در آن بازی کرده‌است می‌توان به اومئا آی‌کی اشاره کرد.
وی همچنین در تیم ملی فوتبال Sweden U19 بازی کرده‌است.